# Všeruská státní televizní a rozhlasová společnost
Všeruská státní televizní a rozhlasová společnost (rusky Всероссийская государственная телевизионная и радиовещательная компания, Vserossijskaja gosudarstvennaja televizionnaja i radioveščatělnaja kompanija, zkráceně VGTRK rusky ВГТРК) je ruský státní unitární podnik, který provozuje velké množství televizních a rozhlasových kanálů. Byla založena v roce 1990. V roce 2010 vysílala vlastní pořady v 53 jazycích Ruska.
Vysílání je organizováno Federativním centrem pro distribuci televizních a rozhlasových kanálů, který se nachází v Moskvě, a také prostřednictvím regionálních vysílacích center Ruské televize a Sítě rozhlasu tvořících pozemní vysílací sítě. Televizních a rozhlasové kanály z Moskvy jsou roznášeny do regionů prostřednictvím satelitních a pozemních komunikačních kanálů.

## Specifikace kanálů
Vladimir Putin pověřil Všeruskou státní televizní a rozhlasovou společnost, aby vytvořila regionální, všeobecně dostupné televizní kanály v každém městě, republice a kraji. V současné době společnost vlastní a provozuje 5 celostátních televizních stanic, dvě mezinárodní televizní společnosti, 5 rozhlasových stanic a přes 80 regionálních televizních a rozhlasových společností. Také provozuje ruskou informační agenturu RIA Novosti.
Je největší ruskou mediální společností. V současné době zahrnuje 3 celostátní televizní kanály Rossija 1, Rossiya K a Rossija 2; první veřejnoprávní televizní stanici pro děti a mládež Bibigon; 89 regionálních televizních a rozhlasových kanálů vysílajících ve všech regionech Ruské federace; první zpravodajský kanál v režimu 24/7 Rossija 24, televizní kanál pracující v zahraničí od roku 2002 RTR-Planet; ruskojazyčnou verzi sportovního televizního kanálu Euronews; 5 rozhlasových stanic Radio Rossiji, Majak, Kultura, Vesti FM, Junost a Rossija (veřejný internetový on-line kanál).
Na počátku roku 1993 získala VGTRK status veřejnoprávní vysílací společnosti. Ten stejný rok se stala plnoprávným členem Evropské vysílací unie.
Veřejnoprávní televizní kanál Rossija-1, rusky Россия-1 začal vysílat v květnu 1991. Dnes je předním kanálem, který pokrývá vysíláním většinu země. Publikum kanálu se z 98,5 procenta skládá z obyvatel Ruska a více než 50 milionů diváků ze zemí SNS a Pobaltí. RTR-Planeta, rusky РТР-планета je mezinárodní verzí kanálu Rossija 1, který je možné sledoval v USA, Evropě, na Středním východě, v severní Africe a Číně.
Televizní kanál Rossija je rozvíjející se společnost, jež přenáší informační programy, seriály, politickou žurnalistiku, talk show, herních show, komedie, celovečerní filmy a dokumentů, sportovní a politické události spolu se zábavou. V posledních několika letech se Rossija stává aktivním hráčem ve filmové produkci. Rossija je dnes vyvíjející se společnost, která se zaměřuje na oblast dokumentárních a celovečerních filmů vysílání.
Krom získávání vysílacích práv byla Rossija první mezi ruskými televizními kanály, jež zahájila vlastní produkci televizních filmů ve velkém měřítku. Charakteristickým rysem seriálů, vysílaných na televizním kanále Rossija, je zaměření na klasiku. Vysílání adaptací klasických děl ruských spisovatelů zaujalo široké publikum a stanovilo nové standardy filmové produkce. Filmy představují asi 35% celkového vysílacího času televizního kanálu Rossija. Kanál získává filmová vysílací práva v korporaci s 50 hlavními produkčními a distribučními společnostmi.
Zpravodajský pořad Vesti je předním informačním programem v Rusku. Během předchozí televizní sezóny přijala výrobní cyklus 24/7 s dvouhodinovými intervaly, což umožňuje vysílat zprávy, které jsou v přímém přenosu ve všech ruských časových pásmech. Rossija má licenční práva na vysílání Mistrovství světa, Zimních a letních olympijských her, ruského fotbalového mistrovství a dalších velkých ruských a mezinárodních sportovních akcí.

## Televize

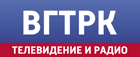
Třetí logo v letech 2010—2012

Logo Rossija-1

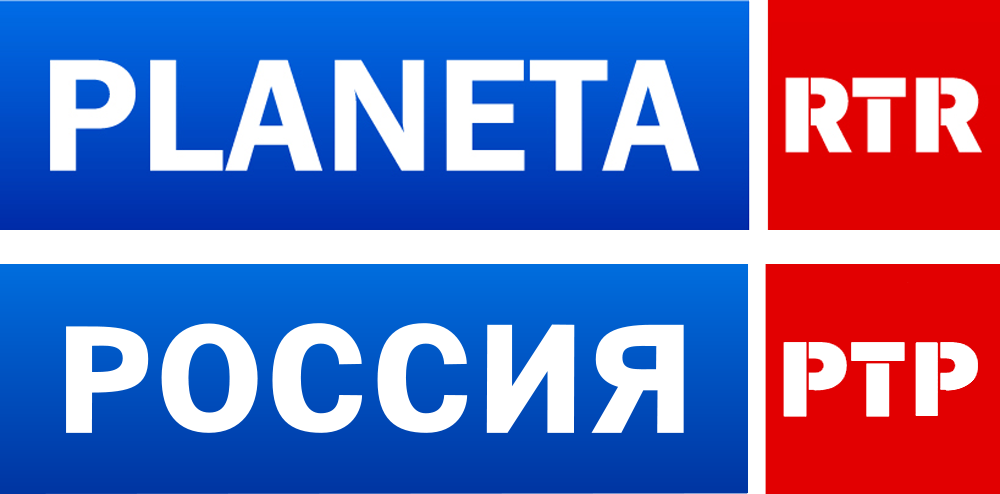
Logo RTR-Planeta

Logo Rossija-24

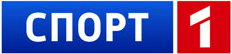
Logo Sport-1

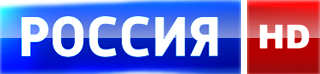
Logo Rossija HD

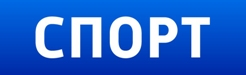
Logo Sport

- Rossija-1, rusky Россия-1 je zaměřen na zábavu, a zpravodajství. Dříve byl znám jako Russia, RTR-1 a RTR.
- Rossija-2, rusky Россия-2 je sportovní a zábavný kanál. Dříve byl znám jako Sport.
- Rossija-24, rusky Россия-24 se zaměřuje na zpravodajství. Dříve byl znám jako Vesti.
- Rossija-K, rusky Россия-К je kulturní kanál. Dříve byl znám jako Culture a RTR-2.
- Karusel', rusky Карусель je kanálem pro dospívající děti (společně s Prvním kanálem).
- Rossija HD, rusky Россия HD vysílá nejlepší programy společnosti v HD rozlišení.
- RTR-Planeta, rusky РТР-планета je kanál, který vysílá mezinárodně.
- Moja planeta, rusky Моя планета je zaměřen na dukumentární pořady. Stejné zaměření má i Nauka 2.0, rusky Наука 2.0 a Strana, rusky Страна.
- Sarafan, rusky Сарафан je zábavní kanál.
- Fight Club je sportovní kanál, který se zaměřuje na box.
- Sport, rusky Спорт je ruský sportovní kanál.
- Sport-1, rusky Спорт-2 je první placený sportovní kanál.
- Moskva 24, rusky Москва 24 je moskevský zpravodajský kanál. Dříve byl znám jako Stolica.
- Ruskojazyčná verze kanálu Euronews, nazvaná Euronews-Russia, rusky Euronews-Россия nebo Евроновости.
- Historie, rusky История je kanál vysílající ruské a světové dějiny.

A dalších 90 programů. Každá část Ruské federace má svůj vlastní kanál.

## Rozhlas
- Rádio Kultura je rádio o kultuře.
- Rádio Maják je kanál všeobecně o zábavě, současných otázkách a hudbě.
- Rádio Rossiji je diskusní rádia obsahující regionální pořady.
- Rádio Junost vysílá hlavně evropskou a americkou pop music.
- Vesti FM je zpravodajské rádio.

## Propaganda
Televizní stanice jsou využívány k propagandě státního aparátu. Dokonce využívají své zaměstnance, aby se vydávali za běžné lidi, se kterými pak dělají rozhovory.